# WBGT-CD
WBGT-CD（チャンネル46）は、アメリカ・ニューヨーク州ロチェスターにある低電力のクラスAテレビ局で、マイネットワークTVと提携している。ビジョン・コミュニケーションズが所有しており、ゲイツの町（ロチェスターの住所）のバッファロー・ロード（NY 33）にスタジオがあり、送信所はピナクルヒル（Pinnacle Hill）にある。チャーター・スペクトラムチャンネル18でも見ることができる（したがって、「My 18」ブランド）。
WBGT-CDは、以前はビクターのアナログ中継局W26BZ（チャンネル26）でも地上波で見られていたが、現在はライセンスが付与されていない。この放送は、モンローとオンタリオ郡の路線に沿って、ぺリントンのエジプトの集落の南にある送信所から放送された。この中継局は、2018年より少し前に、別のWGCE-CDに置き換えられた。WGCEは2018年8月にHC2ホールディングスにスピンオフされた。

## 歴史
1998年2月2日にWBGT-LPとして運用を開始した。放送中の最初の10ヶ月間は、同年11月にUPN系列になる前は独立局だった。ビクター中継局は1999年に追加され、2001年にはタイム・ワーナー・ケーブル（チャーター・スペクトラムの前身）がWBGT-LPをラインナップに追加した。2006年1月24日、The WBとUPNは、各ネットワークを放送終了・合併して、ケーブルのみのThe WB系列局WRWB（WHAM-DT2の前身）と開局したThe CWを形成することを発表した。数週間後、マイネットワークTVは、The CWによって選択されていないUPNまたはThe WB系列の代替としてFOXによって発表された。WBGT-LPはすぐにマイネットワークTVとの提携契約に署名し、同年9月5日の立ち上げ時にネットワークに参加した。この頃、接尾辞が「-LP」から「-CA」に変更された。
ディレクTVに追加されたことはなく、WBGTには、低電力運用としての必携の権利はない。最終的に、デジタル設備を開局すると、コールサインはWBGT-CDに変更された。

## 技術情報

### サブチャンネル
デジタル信号は多重化されている。
| チャンネル | 解像度 | アスペクト比 | ショートネーム | 番組編成                             |
| ---------- | ------ | ------------ | -------------- | ------------------------------------ |
| 46.1       | 720p   | 16:9         | WBGT           | メインWBGT-CD番組/マイネットワークTV |
| 46.4       | 480i   | 16:9         | DABL           | Dabl                                 |
| 46.5       | 480i   | 16:9         | Decades        | ディケイズ                           |
| 46.6       | 480i   | 16:9         | QVC            | QVC                                  |
| 46.7       | 480i   | 16:9         | Movies         | ムービーズ!                          |
| 46.8       | 480i   | 16:9         | TheGrio        | TheGrio                              |